# Шехтман, Малка Иосифовна
Ма́лка Ио́сифовна Ше́хтман (на иврите публиковалась под псевдонимом М. Бат-Хама; 1898, село Липники, Волынская губерния — 1979, Черновцы) — еврейская советская поэтесса и театральный деятель. Писала на иврите. Родная сестра художника М. Шехтмана.

## Биография
Малка Шехтман выросла в семье, где дети говорили с отцом на иврите, а с матерью — на идишe. Под влиянием двоюродного брата П. Гинзбурга (1894—1947), впоследствии израильского поэта, драматурга и переводчика, рано начала писать стихи.
В 1921 году Малка Шехтман переехала в Киев и поступила на театральные курсы «Омманут» с преподаванием на иврите, а после их закрытия перешла на театральные курсы с преподаванием на идиш. Давала частные уроки иврита, которые прекратила после усилившихся гонений на сионистов.
В Киеве М. Шехтман примкнула к подпольной группе литераторов, писавших на иврите и выпускавших на гектографе свои сочинения, которые затем попали в Эрец-Исраэль и появились в печати. Впервые стихотворение Бат-Хамы «Хава» (Ева) было опубликовано в журнале «Ха-Шилоах» (1918), затем её стихи печатались в журнале «Хедим» (№ 3, 1924), литературном приложении к газете «Давар» (1925) и других изданиях. М. Шехтман участвовала также в ленинградской литературной группе «Октобраим ивриим» (Ивритские октябристы) и её поэтическом сборнике «Берешит» (Вначале, Л., 1926) — одном из двух последних художественных изданий на иврите в СССР. Почти все произведения Бат-Хамы этого периода вошли в антологию под редакцией И. Гилбоа (1918—1981) «Гехалим лохашот» (Тлеющие угольки, Тель-Авив, 1954) — собрание стихов и рассказов, написанных в Советском Союзе на иврите и идишe.
Лирическая героиня Бат-Хамы — женщина непокорная, то жёсткая, то кокетливая, её независимость оплачена одиночеством (стихотворение «Бат-хефкер» — «Ничейная», 1924). В стихах, написанных на сефардском иврите Эрец-Исраэль, сочетаются разговорная интонация, пышная риторика и салонные образы. В стихотворении «Меха’а» («Протест», 1926) Бат-Хама в стиле русской революционной поэзии обрушивает проклятия на погромщиков-антисемитов.
Училась в театральном техникуме, затем — в Театральном институте в Киеве на режиссёрском отделении еврейского факультета, где преподавал Д. Гофштейн. Некоторое время М. Шехтман была у него секретарём, затем работала в киевском радиокомитете диктором еврейского радио.
Главный режиссёр Киевского государственного еврейского театра имени Шолом-Алейхема (Киевский ГОСЕТ) Б. Вершилов (1893—1957) пригласил М. Шехтман на должность помощника режиссёра, а впоследствии назначил её также руководителем театрального хора. В годы Великой Отечественной войны М. Шехтман вместе с театром эвакуировалась в Среднюю Азию, оттуда труппа переехала в Черновцы; в 1950 году театр был ликвидирован.
В 1937 году М. Шехтман сожгла толстую тетрадь с неизданными стихами, а в 1948 году, после ареста Давида Гофштейна, с которым она много лет переписывалась и с женой которого, Фейгой, дружила, уничтожила все касающиеся еврейской культуры бумаги и книги и прервала личные контакты. Лишь в середине 1970-х годов жившая в Тель-Авиве Фейга Гофштейн разыскала поэтессу и возобновила связь с ней. Малка Шехтман пересылала свои поздние стихи в Израиль. Так они оказались в архивах литературоведа И. Гилбоа и лексикографа Г. Креселя (1911—1986). В поздних стихах Бат-Хамы преобладают автобиографические мотивы. Наряду с этим есть стихи о любви к еврейскому народу и Израилю, о Бабьем Яре и Катастрофе (Холокосте).